# Партія Народної Свободи
Партія національної свободи (пол. Partija Wolji Naroda, PWN) — невелика, але впливова українська партія, яка діяла в Другій Речі Посполитій із середини 1924 року.
Сформована з лівої русофільської групи соціалістів, вона діяла у Східній Галичині. Його очолили: Кирило Вальницький, Михайло Заєць і Кузьма Пелехатий.